# Hovgård säteri
Hovgård herrgård, var tidigare ett säteri, beläget 1,3 km öster om Rolfstorps kyrka utmed väg 153 i Rolfstorps socken, Varbergs kommun.
Gårdsmiljön har anor från senmedeltid, med en tillhörande kvarnmiljö vid Stensån. Gården har ursprungligen tillhört Mute by. Under godset Hovgård har även brukats Gässlösa nr 1 känd som Håkan Persgård.
Hovgården är den största egendomen i Rolfstorps socken och räknas som en herrgård. Mangårdsbyggnaden är uppförd i tegel med putsad dekorerad fasad med och omgiven av en trädgård med parkliknande karaktär. Byggnaden har värderats som klass B i Kulturmiljö Hallands byggnadsinventering.

## Historia
Hovgården var från början troligen en stormansgård och bör ha blivit en sätesgård under senmedeltid då flera storgårdar tillkommit i Varbergsområdet. Omkring 1500 står godset antecknat som klosterhemman till Ås kloster. Med reformationen drog Danska kronan in egendomen 1530.
Den först kände privata ägaren är faktor Bernt Wulfrath som 1652 genom köp förvärvade godset med sätesfrihet. Det gick sedan i arv i familjen till 1750 då överste Carl Johan Palmhielm, gift med Juliana Lagercrantz, blev ägare. Godset gick därefter i arv genom släkten Lagercrantz till 1791.
Sara Lovisa Wulfrath, gift med hovpredikant Sven Peter Bexell, ärver godset 1808, varefter egendomen ärvs av familjen Bexell till 1928 då den säljs till Per Malkolm Peterson.
Av Carl Malmströms kartor från 1650 till 1850 framgår det att Hovgård säteri i stora drag inte varit skogbevuxet utan utgjorts av öppen slättbygd. Öster om Hovgård har det dock historiskt sätt funnits stora skogbeklädda områden.
På den häradsekonomiska kartan från 1920-talet framgår att även östra delen har blivit åkermark som angränsar till ett större skogsområde. Genom den norra delen av området går den gamla vägen till Ullared och det fanns även en allé längs vägen som leder fram till Hovgårds säteri.